# Gargoyles
Gargoyles — видеоигра по мотивам одноимённого мультсериала студии Диснея, главным героем которой является горгулья по имени Голиаф. Была выпущена для платформы Sega Mega Drive/Genesis в 1995 году под патронажем компании Buena Vista.
Создателям удалось добиться высоко проработанной анимации и пластики персонажей (перенос её на Super Nintendo планировался, но так и не был завершён). Вдобавок к зрелищности, аркада получилась довольно сложной в плане прохождения.

## Сюжет
994 год н. э. Маги викингов создали артефакт невиданной силы и зла — Око Одина. Опьянённые властью, варвары захватывают замок Виверн. Голиаф, древний страж замка, бросает вызов вероломным захватчикам. В одиночку ему удаётся защитить яйца горгулий — будущее своей расы — и разбить армию викингов во главе со всесильными колдунами. Враг повержен, но героя обвиняют в разрушении твердыни. В наказание его превращают в камень. Проклятие будет действовать, пока замок не возродится. Голиаф ждёт.
Тысячу лет спустя замок вновь построен на вершине небоскрёба в Манхеттене. Древнему проклятью настал конец — и крылатый демон высвобождается из каменного заточения. Но отголоски прошлого и тут преследуют нашего героя — Око Одина сохранился, чтобы стать оружием для новой армии. Снова оказавшись в чьих-то грязных руках, он подымает на ноги орды роботов. Угроза нависла над городом, и Голиаф вступает в решающую схватку с творением чернокнижников, дабы положить конец извечному злу.

## Переиздание
В сентября 2022 года был анонсирован ремастер Gargoyles для ПК и консолей, основанный на версии Sega Mega Drive. В сентябре 2023 года вышел трейлер, в котором сообщалась, что игра поступит в продажу 19 октября 2023 года.